# Anatya
Anatya is een geslacht van libellen (Odonata) uit de familie van de korenbouten (Libellulidae).

## Soorten
Anatya omvat 2 soorten:
- Anatya guttata (Erichson, 1848)
- Anatya januaria Ris, 1911